# Litsea reticulata
Litsea reticulata es un árbol de  Australia, crece desde el sur de Illawarra,  Nueva Gales del Sur hasta las Montañas Bunya, Queensland. Nombres comunes incluyen gomero bolly (Bollygum), palo bolly (Bolly Wood) y haya parda (Brown Beech). El hábitat del gomero bolly son los bosques templados de la mayoría de los tipos, excepto los bosques secos o los  litorales

## Descripción
Litsea reticulata es un árbol detalla mediana, que ocasionalmente alcanza los 40 metros de altura a 150 cm  de diámetro en el tronco.
La corteza es gris, café y escamosa, con numerosas depresiones causadas por la muda de escamas redondas, conocidas como "bollies". La corteza expuesta es de color más pálido, dándole al tronco una apariencia parchada.  Litsea reticulata está ligeramente ensanchada o rebordeada en la base.

### Hojas, flores y fruto
Las hojas son alternadas, simples, no dentadas, obovadas, oblongas u oblongas elípticas. De 5 a 10 cm de largo, romas o ligeramente puntiagudas, las hojas son venosas en el envés. Los tallos de las hojas miden de 5 a 12 mm de largo.
Las flores masculinas y femeninas se encuentran en árboles separados. Cremas o verdes, son aromáticas y se encuentran en racimos o grupos de racimos de hasta 2 cm de largo. El período de floración es de mayo a julio.
El fruto madura de noviembre a abril, es una drupa de color púrpura/negruzca de 14 mm de largo, en un receptáculo en forma de copa que contiene una única semilla de 11 mm de largo.
La germinación de la semilla es lenta y difícil. La carne debe ser removida del fruto antes de sembrar la semilla. Las frutas son comidas por muchas aves del bosque lluvioso, incluyendo la Paloma wompoo de fruta, ave gato y la paloma de cabeza blanca.